# Пинета (Болцано)
Пинета је насеље у Италији у округу Болцано, региону Трентино-Јужни Тирол.
Према процени из 2011. у насељу је живело 1668 становника. Насеље се налази на надморској висини од 255 м.